# Gurania pittieri
Gurania pittieri är en gurkväxtart som beskrevs av Célestin Alfred Cogniaux. Gurania pittieri ingår i släktet Gurania och familjen gurkväxter. Inga underarter finns listade i Catalogue of Life.